# Le Méliès (salle de cinéma)
Le Méliès est un cinéma public, à Montreuil, inauguré en 1971 et situé à l'origine dans le centre commercial de la Croix-de-Chavaux, place Jacques-Duclos. Il a déménagé en 2015 dans des nouveaux locaux et est situé au 12, place Jean-Jaurès. Il appartient au réseau des cinémas publics d'Est Ensemble.
À l'affiche, la programmation mêle films populaires et d'art et d'essai, avec une attention toute particulière pour les films jeune public et le cinéma de patrimoine.
Il est doté de 6 salles équipées en projection numérique 4K, 3D et 35 mm et de 1 105 fauteuils.
Le cinéma appartient au réseau Europa Cinemas, et adhère à l'Association Française des Cinémas d'Art et d'Essai, au Groupement National des Cinémas de Recherche, à l'Association du Cinéma Indépendant pour sa Diffusion, à l'Association des Cinémas de Recherche en Ile-de-France et au réseau Cinémas 93.

## Historique
Il était à l'origine intégré à l'ensemble immobilier Croix-de-Chavaux conçu par l'architecte Claude Le Goas.
Son inauguration a eu lieu le 14 octobre 1971, en présence de nombreuses stars de cinéma et sous le patronage de Guy Verrecchia. Le film projeté est alors La Veuve Couderc. Il est à l'époque privé, doté de 3 salles et appartient à la compagnie UGC.
Le jugeant trop peu rentable, UGC le revend en 1986 à la ville de Montreuil qui en confie la gestion à l’Association montreuilloise du cinéma. Le cinéma est municipalisé en 2002. La même année Stéphane Goudet devient le directeur artistique du cinéma. En 2012, il sera écarté puis licencié par la Mairie de Montreuil, avant de réintégrer ses fonctions en 2014, il occupe depuis un mi-temps au même poste. En 2004, Marie Boudon rejoint l'équipe comme stagiaire avant de devenir programmatrice jeune public puis programmatrice principale en 2014.

Il a subi une importante rénovation en 1996.

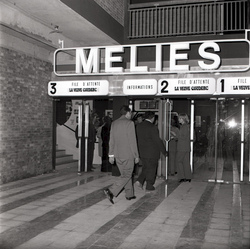
Le Méliès à son ouverture en 1971.

 La fréquentation de l'ancien cinéma était de 181 000 entrées annuelles en moyenne sur la période 2002-2012.
En 2015, de nouveaux locaux sont construits dans le centre commercial Grand Angle en face de l'hôtel de ville de Montreuil, place Jean-Jaurès. Le cinéma est agrandi à 6 salles. L'inauguration a lieu le 19 août 2015.
En décembre 2018, le Méliès passe la barre d'un million de spectateurs depuis sa réouverture en 2015, et celle des deux millions en décembre 2022. Sur l'année 2019, 358 406 tickets sont vendus sur 8582 séances contre 331 840 entrées en 2018.
Du 8 au 10 juillet 2022, le cinéma fête ses 50 ans et reste ouvert durant 50 heures consécutives pour l'occasion,.

## Activité

### Programmation
Le Méliès est classé Art et Essai et avec les labels « Recherche et découverte », « Jeune public » et « Patrimoine Répertoire », il s'agit d'un des plus grands cinémas classés Art et Essai d'Europe,.
Selon Alan Chikhe, programmateur du Méliès, la programmation du lieu consisterait à plus de « 85% de films classés Art & Essai, c’est-à-dire des films qu’on appelle « d’auteurs » qu’on a tendance à opposer aux blockbusters ». Cependant il précise que la salle a un objectif de diversité dans la programmation qui l'amène à proposer régulièrement des films plus connus « pour permettre à une frange plus populaire de notre public d’avoir accès à ces films sans se ruiner ». Le cinéma est en effet financé et dirigée par la collectivité territoriale d’Est Ensemble et pratique selon Alan Chikhe des prix parmi « les moins chers de France ». Le Méliès serait la salle française à la diversité de programmation la plus importante.
La Salle propose également plusieurs cycles comme « Aux Frontières du Méliès » et « Japanim » dédiés à un public adolescent et de jeunes adultes consacrés respectivement au cinéma de genre et à l'animation japonaise, mais aussi des séances adaptées à certains publics spécifiques, comme les séances séniors, « Ciné Relax » qui accueillent en priorité des personnes « dont le handicap entraîne des troubles du comportement » ou « Bébés bienvenus » destinées aux parents accompagnés de leurs nouveau-nés. En parallèle de ces activités le cinéma organise des nuits blanches et héberge plusieurs festivals, ainsi que des conférences et des cours de cinéma,. Le Méliès organise aussi par l'intermédiaire de Stéphane Goudet de nombreuses rencontres et avant-premières, en 2023 la salle en avait organisée plus de 230.
En 2017, Le Méliès est l'une des rare salles de France à diffuser au cinéma le film Okja de Bong Joon-ho, alors en compétition au festival de Cannes et produit par Netflix, pour Stéphane Goudet, il était important de passer ce film en raison de sa popularité et de son intérêt artistique, et afin de ne pas couper la salle d’œuvres plus populaires.
En 2019, Stéphane Goudet tient à programmer le film de Roman Polanski J'accuse alors au cœur d'une contestation importante liée au mouvement #MeToo,, il s'oppose alors aux élus locaux et à la collectivité qui ne souhaitait pas voir le film programmé, finalement le film sera diffusé accompagné de débats autour des projections,. Pour motiver son choix il invoque des critères esthétiques propres au film qu'il considère comme « l’un des meilleurs films qui aient été réalisés sur l’affaire Dreyfus », le cinéma est critiqué par certains collectifs féministes pour cette programmation.

### Éducation à l'image
Il est notamment actif dans le domaine de l'éducation à l'image et participe aux programmes nationaux École et cinéma, Collège au cinéma et Lycéens et apprentis au cinéma, de même qu'au dispositif départemental "Ma première séance".

### Festivals
Le Méliès accueille ou organise plusieurs festivals, parmi lesquels le festival Toute la mémoire du monde, Les Rencontres du cinéma documentaire  et le festival de Montreuil (ancien Renc'Art) au Méliès à la rentrée de septembre qui décerne un prix du jury et un prix du public.

### Événements
Toute l'année, Le Méliès organise 2 à 3 rencontres par semaine, le plus souvent avec des réalisateurs.